# علي أصغر أتابك
علي أصغر أتابك (بالفارسية: میرزا علی‌اصغر خان) من مواليد 6 يناير 1858، وأغتيل بتاريخ 31 أغسطس 1907، وهو سياسي إيراني من أصل جورجي، وثالث رجل تولى رئاسة الوزراء ابتداء من 1 مايو 1907، حتى تعرض للإغتيال بتاريخ 31 أغسطس من نفس العام.